# Четири темперамента
Четири темперамента е прото-психологическа теория, която предполага, че има четири основни личностни типове, сангвиник (който е търсещ удоволствие и е общителен), холеричен тип (който е амбициозен и с лидерски качества и темперамент), меланхоличен (който е аналитичен и тих) и флегматичен (който е спокоен и омиротворен). Повечето формулировки включват възможността за смесване на различните видове темпераменти.
Гръцкият лекар Хипократ (460 – 370 г. пр.н.е.) вгражда четирите темперамента в своите медицински теории като част от древното медицинско понятие и разбиране за хуморизма или четирите телесни течности, които повлияват върху чертите на характера и поведението. По-късните открития в биохимията са довели до отхвърлянето от съвременната медицинска наука на теорията за четирите темперамента, въпреки че някои системи за определяне на типа личност, особено в психологията, с различна степен на научно приемане, продължат да използват четирите или добавят още категории и типологии от подобен характер.

## История
Теорията за четирите темперамента има своите корени в древната теория за четирите хумори. Тя вероятно има своя произход в древноегипетската медицина, или Месопотамия  но в действителност гръцкият лекар Хипократ (460 – 370 г. пр.н.е.) е който развива тази идея в медицинска теория. Той вярвал, че определени човешки настроения, емоции и поведения са причинени от ексцеса или недостатъчността на телесни флуиди (наречени „хумори“): кръв, жълт жлъчен сок, черна жлъчка и флегма. По-нататък Гален (131 – 200 след Хр.) развива първата типология на темпераментите в неговата дисертация De temperamentis и търси физиологическо обяснение за различните поведения при хората. Той ги класифицира като топли/студени и сухи/влажни, което е взето от Четирите елемента. Може също така да има баланс между качествата, давайки общо 9 темперамента. Самата дума „темперамент“ произлиза от латинското temperare, разбърквам. В идеалната личност комплементарните характеристики или топло-хладно и сухо-влажно са идеално балансирани.